# Jeanne-Irène Biya

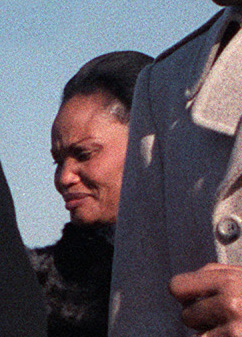
Jeanne-Irène Biya, ngày 26 tháng 2 năm 1986

Jeanne-Irène Biya (12 tháng 10 năm 1934  – 29 tháng 7 năm 1992) là cựu Đệ nhất phu nhân của Cameroon và là vợ đầu của Paul Biya, người từng giữ chức Tổng thống của Cameroon kể từ năm 1982.
Jeanne-Irène Biya qua đời tại văn phòng ở Yaoundé ở tuổi 58. Bà được Chantal Biya kế nhiệm làm đệ nhất phu nhân của Cameroon.